# El secreto de los Rossi
El secreto de los Rossi es una serie de televisión unitaria argentina de 13 episodios, surgida del concurso de series de ficción para “Prime Time”, organizado por el Ministerio de Planificación Federal, Inversión Pública y Servicios. Protagonizado por :Violeta Urtizberea, Rafael Ferro, Alfredo Castellani, Lidia Catalano, Nicolás Albamonte y Sheila González. Producida por Luis Quinelli, y con guion de Julia Golluscio y Diego Zoffoli. Su primera emisión fue el 24 de julio de 2014 a las 23:00 por TV Pública.

## Sinopsis
“El secreto de los Rossi”, la ficción que a lo largo de sus capítulos captará la atención del televidente con la historia de Horacio Rossi, su protagonista, quién regentea el negocio de un salón de fiesta, con el deseo de que el mismo sea el ámbito de importantes y pomposas fiestas, pero careciendo del conocimiento, de la capacidad de liderazgo, y de la “onda” necesaria para llevarlo a cabo.
La serie también mostrará las vicisitudes de Jhonny, el disc jockey, y de Paula, quien desarrolla la tarea de encargada del salón, que se siente atraída por Sebastián, el cocinero y expareja de su hermana Sofía, radicada en el exterior.

## Elenco
- Violeta Urtizberea
- Rafael Ferro
- Alfredo Castellani
- Lidia Catalano
- Nicolás Albamonte
- Sheila González
- Gastón Grande

## Episodios
| N.º | Título                      | Dirigido por   | Escrito por                    | Fecha de emisión original | Audiencia (millones) |
| --- | --------------------------- | -------------- | ------------------------------ | ------------------------- | -------------------- |
| 1   | «La Boda»                   | Jesús Braceras | Jesús Braceras y Diego Zoffoli | 24 de julio de 2014       | —                    |
| 2   | «La Bienvenida del Bebé»    | Jesús Braceras | Jesús Braceras y Diego Zoffoli | 31 de julio de 2014       | —                    |
| 3   | «La Capacitación Vivencial» | Jesús Braceras | Jesús Braceras y Diego Zoffoli | 7 de agosto de 2014       | —                    |
| 4   | «El Lanzamiento»            | Jesús Braceras | Jesús Braceras y Diego Zoffoli | 14 de agosto de 2014      | —                    |
| 5   | «Solos y Solas»             | Jesús Braceras | Jesús Braceras y Diego Zoffoli | 21 de agosto de 2014      | —                    |
| 6   | «La Kermese»                | Jesús Braceras | Jesús Braceras y Diego Zoffoli | 28 de agosto de 2014      | —                    |
| 7   | «Competencia de Baile»      | Jesús Braceras | Jesús Braceras y Diego Zoffoli | 4 de septiembre de 2014   | —                    |
| 8   | «Quinceañera»               | Jesús Braceras | Jesús Braceras y Diego Zoffoli | 11 de septiembre de 2014  | —                    |
| 9   | «Egresados»                 | Jesús Braceras | Jesús Braceras y Diego Zoffoli | 18 de septiembre de 2014  | —                    |
| 10  | «La Convención de Fans»     | Jesús Braceras | Jesús Braceras y Diego Zoffoli | 25 de septiembre de 2014  | —                    |
| 11  | «El Funeral»                | Jesús Braceras | Jesús Braceras y Diego Zoffoli | 2 de octubre de 2014      | —                    |
| 12  | «La Bienvenida»             | Jesús Braceras | Jesús Braceras y Diego Zoffoli | 9 de octubre de 2014      | —                    |
| 13  | «Navidad»                   | Jesús Braceras | Jesús Braceras y Diego Zoffoli | 24 de octubre de 2014     | —                    |